# Tommy Mason
Thomas Cyril Mason, detto Tommy (Lake Charles, 8 luglio 1939 – Eden Prairie, 22 gennaio 2015), è stato un giocatore di football americano statunitense che ha giocato nel ruolo di running back nella National Football League (NFL).
Fu la prima scelta assoluta del Draft NFL 1961 da parte dei Minnesota Vikings. Al college giocò a football alla Tulane University.

## Carriera professionistica
Mason fu scelto come primo assoluto dalla squadra di espansione dei Minnesota Vikings nel Draft 1961. Disputò sei stagioni coi Vikings, correndo 3 252 yard e segnando 28 touchdown. Nel 1967 passò ai Los Angeles Rams. Giocò coi Rams per quattro stagioni ma segnò solamente 5 touchdown e corse meno di 900 yard. Disputò un'ultima stagione nel 1971 coi Washington Redskins prima di ritirarsi.

## Palmarès
- Convocazioni al Pro Bowl: 3

1962, 1963, 1964
- First-team All-Pro: 1

1963
- Second-team All-Pro: 1

1964

## Vita privata
Mason è stato sposato con l'ex ginnasta Cathy Rigby.